# カステッルンベルト
カステッルンベルト（イタリア語: Castell'Umberto, シチリア語: Castedd'Umbertu）は、イタリア共和国シチリア州メッシーナ県にある、人口約3,000人の基礎自治体（コムーネ）。

## 地理

### 位置・広がり
メッシーナ県のコムーネ。県都メッシーナから西へ67kmの距離にある。

#### 隣接コムーネ
隣接するコムーネは以下の通り。
- ナーゾ
- サン・サルヴァトーレ・ディ・フィターリア
- シナグラ
- トルトリーチ
- ウクリーア

## 行政

### 分離集落
カステッルンベルトには、以下の分離集落（フラツィオーネ）がある。
- Cammara, Carnevale, Castello, Contura, Drià, Fontanamorte, Margi, Morello, San Giorgio, Santa Croce, Sfaranda,San Filippo, Vecchio Centro (o Castania), Vecchiuzzo, Baracche, Acquamuta, Sirico, Surra, Santa Marina, Fornace, ecc.